# Бисјер сир Уш
Бисјер сир Уш (фр. Bussière-sur-Ouche) насеље је и општина у источном делу централне Француске у региону Бургоња, у департману Златна обала која припада префектури Бон.
По подацима из 2011. године у општини је живело 142 становника, а густина насељености је износила 6,88 становника/km². Општина се простире на површини од 20,65 km². Налази се на средњој надморској висини од 350 метара (максималној 569 m, а минималној 306 m).

## Демографија
| 1962. | 1968. | 1975. | 1982. | 1990. | 1999. | 2011. |
| ----- | ----- | ----- | ----- | ----- | ----- | ----- |
| 67    | 138   | 148   | 180   | 220   | 190   | 142   |

График промене броја становника у току последњих година